# 1000 Homo DJs
1000 Homo DJs – projekt muzyczny Ala Jourgensena z Ministry. Grupa nagrywała dla Wax Trax! Records. Zespół powstał jako side-project Ministry podczas sesji nagraniowej The Land of Rape and Honey i nagrał wersje utworów odrzuconych z tego albumu.
Członkowie grupy w książeczce do płyty są podani pod pseudonimami, ale w większości przypadków wiadomo, kto brał udział w nagraniu:
- Buck Satan: Al Jourgensen,
- Officer Agro: spekulowano, że był to Jeff Ward[2], ale bardziej prawdopodobne jest, iż był to Paul Barker lub Martin Atkins[3]
- Ike Krull: Mike Scaccia,
- The Temple of Drool Choir: Mike O'Connell, Wes Kidd, Brian St. Clair, Herb Rosen, Joe Kelly, Jerry Rodgers,
- Wee Willie Reefer: William Rieflin,
- Viva Nova: przypuszczalnie Pamela Manning (pseudonim sceniczny Viva Nova)[3], ale często uważa się, że była to Patty Jourgensen[2],
- Count Ringworm: Jello Biafra.

Udział Trenta Reznora nie jest odnotowany w książeczce, mimo że jest powszechnie znany. Artysta był w tym czasie w ostrym konflikcie z TVT Records, i wytwórnia nie pozwoliła Reznorowi nagrywać dla Wax Trax!
W wywiadzie z 2004 roku Jourgensen podał pochodzenie nazwy projektu. Gdy zaprezentował taśmy demo Jimow Nashowi, współwłaścicielowi Wax Trax!, ten stwierdził, że "nikt tego nie kupi, usłyszy to najwyżej tysiąc homo-DJów ("No one's gonna buy this, only One thousand homo DJs are going to hear it").

## Dyskografia
- Apathy (1988, 12" singel)
- Supernaut (1990, 12" singel, CD EP). EPka zawiera utwory z singla Apathy

Kompilacje
- V/A – Black Box – Wax Trax! Records: The First 13 Years (1994). 
  - zawiera "Supernaut (Trent Reznor Vocal Version)."
- V/A – Nativity in Black: Tribute to Black Sabbath (1994).
- Ministry – Greatest Fits (2001)
  -  zawiera remiks "Supernaut"
- Ministry – Side Trax (2004).